# Rhynchostegium hercynicum
Rhynchostegium hercynicum är en bladmossart som först beskrevs av Carl August Julius Milde, och fick sitt nu gällande namn av Gravet in Delogne 1885. Rhynchostegium hercynicum ingår i släktet näbbmossor, och familjen Brachytheciaceae. Inga underarter finns listade i Catalogue of Life.